# جون هيغينز والاس جونيور
جون هيغينز والاس جونيور (بالإنجليزية: John Higgins Wallace, Jr.)‏ هو كيميائي أمريكي، ولد في 3 أغسطس 1906، وتوفي في 22 مارس 1989.